# Cratere Daucus
Daucus è un cratere sulla superficie di Dione. Trae nome da Dauco, personaggio mitologico noto per aver generato con la moglie i due indistinguibili gemelli Laride e Timbro.